# Zygaena viciae
Zygaena viciae là một loài bướm đêm thuộc họ Zygaenidae.

## Hình ảnh

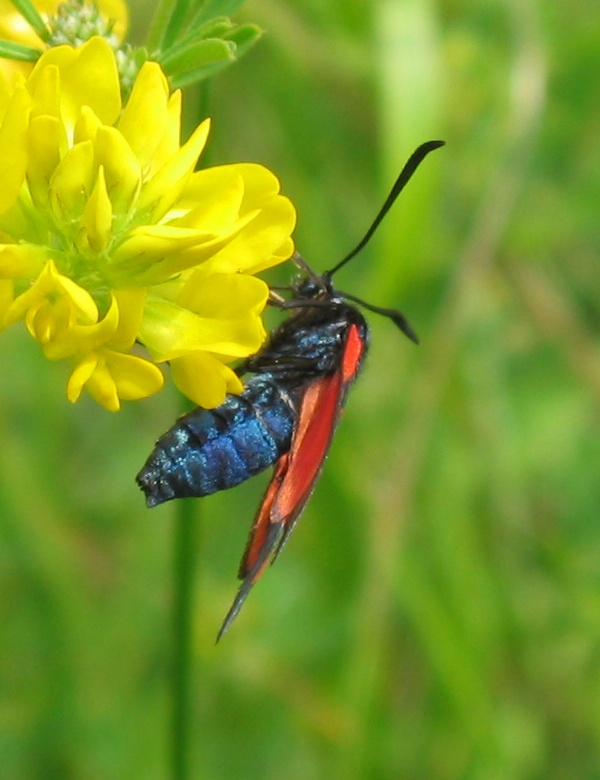
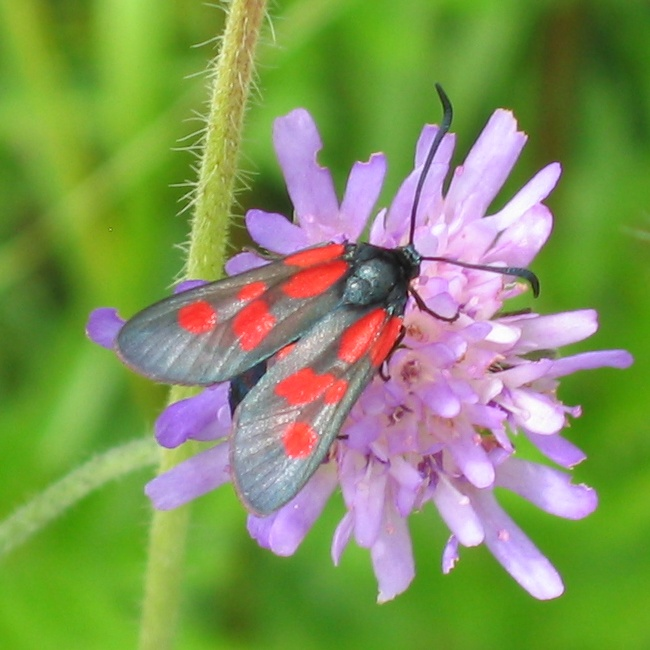
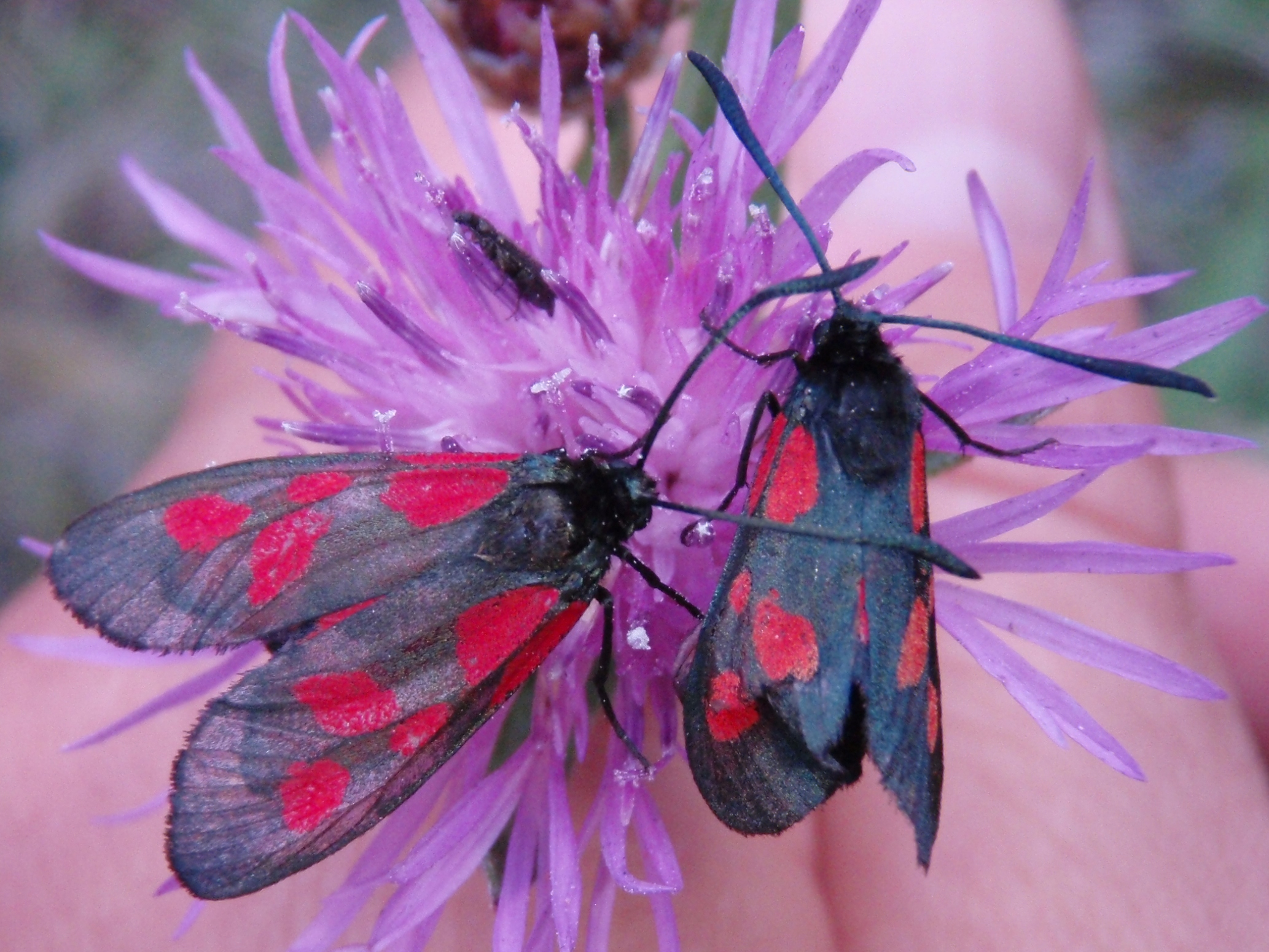
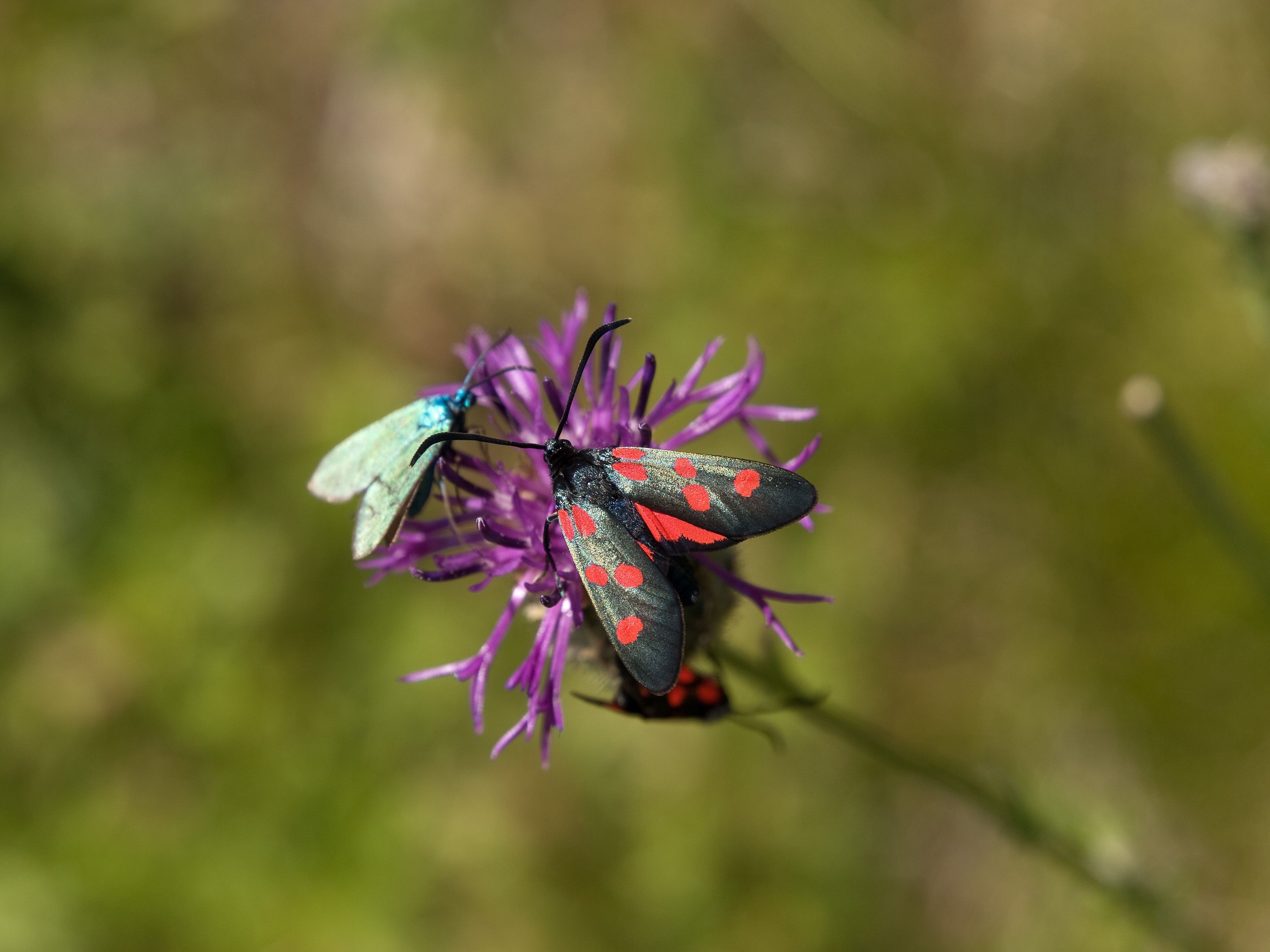
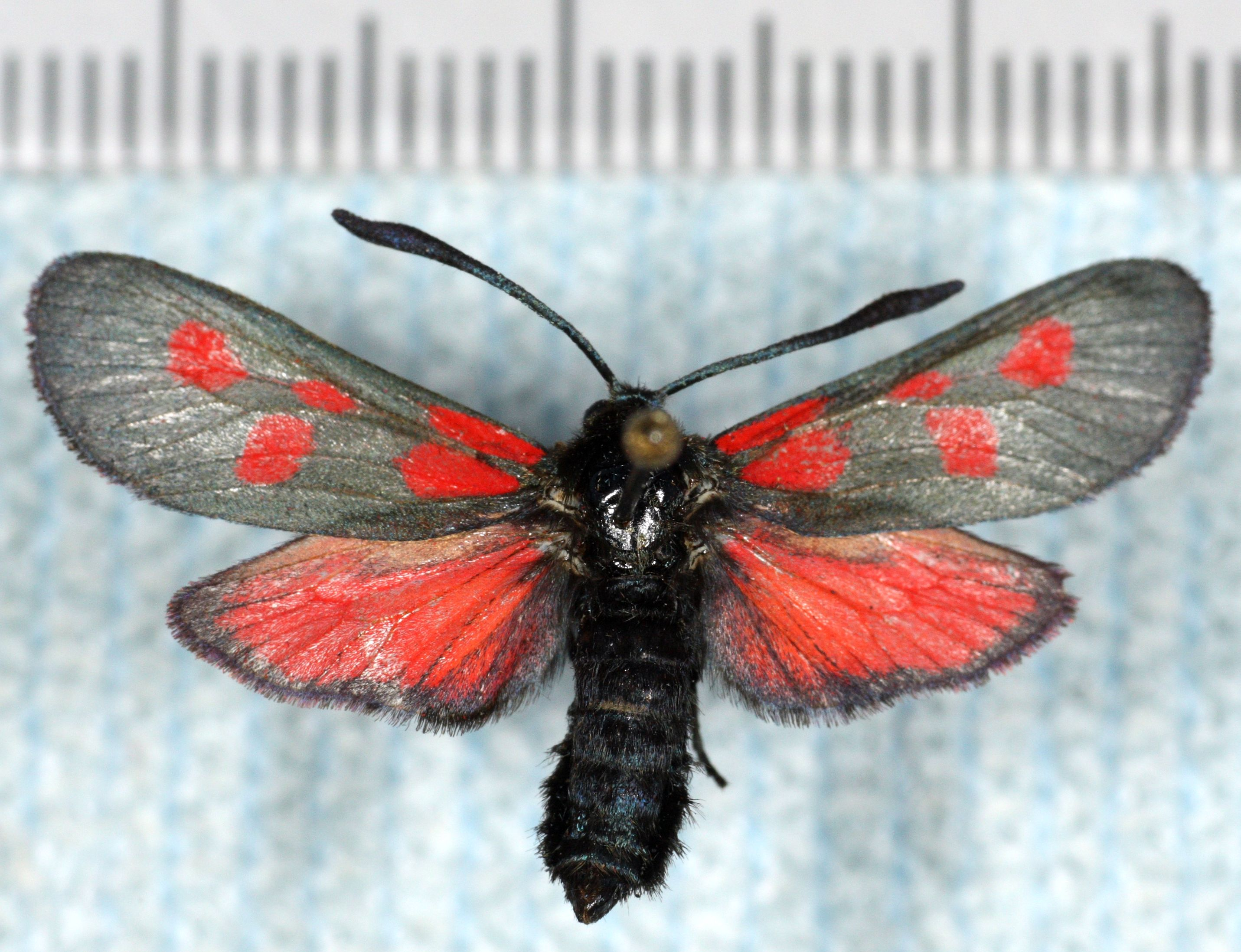